# Karel Kašpařík
Karel Kašpařík (8. září 1899, Lošov – 20. října 1968, Olomouc) byl český fotograf.

## Život a tvorba
Vyučil se prodavačem textilu a v první světové válce bojoval na italské frontě. Pak vystudoval obchodní akademii, kterou ukončil roku 1922. Mezi válkami pracoval na olomouckém ústředí státních drah. Během německé okupace za druhé světové války byl vězněn v koncentračním táboře. Po válce se vrátil k dráze.
Karel Kašpařík fotografoval dokument, převážně v Dolanech, kde bydlel, avšak také portréty a textury a vytvářel fotomontáže a fotogramy. Ve třicátých letech založil s Jaroslavem Nohelem a Otakarem Lenhartem avantgardní skupinu fotografů. Fotografie Karla Kašpaříka jsou součástí sbírek brněnské Moravské galerie.